# 郁文清
郁文清（1930年—），女，河北昌黎人，中华人民共和国政治人物，曾任辽宁省妇女联合会主任，第六届全国人大代表。